# Supercoppa di Malta 2024
La Supercoppa di Malta 2024 (denominata BOV Super Cup per ragioni di sponsorizzazione) è stata la 38ª edizione della Supercoppa maltese.
La partita ha avuto luogo al National Stadium di Ta' Qali, fra Ħamrun Spartans, vincitore del campionato, e Sliema Wanderers, vincitore della coppa nazionale.
Il titolo è stato conquistato dagli Ħamrun Spartans, che si sono imposti per 2-0 conquistando il trofeo per la settima volta nella loro storia (la seconda consecutiva) .

## Tabellino
| Arbitro: | Matthew De Gabriele |

|                            |           |  |
| Raphael 63’ Montebello 79’ | Marcatori |  |